# Moonshot AI
Moonshot AI (Moonshot; en chino simplificado, 月之暗面; pinyin, Yuè Zhī Ànmiàn)    es una empresa de inteligencia artificial (IA) con sede en Pekín, China. A partir de 2024, los inversores la han calificado como una de las empresas «tigre de la IA» de China, ya que se centra en el desarrollo de grandes modelos lingüísticos. La empresa ha atraído importantes inversiones y ha llamado la atención por su chatbot, Kimi, y sus rápidos avances tecnológicos.

## Antecedentes
Moonshot fue fundada en marzo de 2023 por Yang Zhilin, Zhou Xinyu y Wu Yuxin. Su lanzamiento coincidió con el 50 aniversario de The Dark Side of the Moon de Pink Floyd, el álbum favorito de Yang, que inspiró el nombre de la empresa.
Yang ha declarado que su objetivo al fundar Moonshot AI es construir modelos fundacionales para lograr la inteligencia artificial general. Los tres hitos de Yang son una longitud de contexto larga, un modelo del mundo multimodal y una arquitectura general escalable capaz de automejorarse continuamente sin intervención humana.
En octubre de 2023, la empresa lanzó su chatbot, Kimi, capaz de procesar hasta 200.000 caracteres chinos por conversación. 
En junio de 2024, se informó que Moonshot planeaba entrar en el mercado estadounidense. Una fuente cercana reveló que Moonshot estaba desarrollando productos para el mercado estadounidense, incluyendo una aplicación de chat de rol con IA llamada Ohai, así como un generador de videos musicales llamado Noisee. En respuesta, Moonshot declaró que no tenía planes de desarrollar ni lanzar productos en el extranjero. 

## Financiación e inversiones
Moonshot estaba valorada en 300 millones de dólares cuando recibió su financiación inicial de 60 millones y contaba con 40 empleados.
En febrero de 2024, Alibaba Group lideró una ronda de financiación de 1.000 millones de dólares para Moonshot, lo que le dio una valoración de 2.500 millones. Se informó de que Yang y otras personas relacionadas supuestamente habían retirado acciones por valor de 40 millones de dólares, una cantidad inusual para el primer año de una empresa. 
En agosto de 2024, Tencent y Gaorong Capital se unieron como inversores en una ronda de financiación de 300 millones de dólares que valoró Moonshot en 3.300 millones de dólares.  Aunque varias empresas siguieron apoyando a la empresa, algunos inversores, entre ellos GSR Ventures, redujeron su participación en medio de preocupaciones relacionadas con disputas entre accionistas y acusaciones de recogida prematura de beneficios.  En noviembre de 2024, un grupo de inversores presentó una demanda de arbitraje contra el cofundador y Director de Tecnología de la empresa, alegando que las rondas de financiación se llevaron a cabo sin obtener el consentimiento necesario de algunos inversores centrados en la IA.

## Productos e investigación

### Kimi
En octubre de 2023, Moonshot lanzó su primer chatbot de IA, Kimi, que tomó su apodo del nombre inglés de Yang. Se había convertido en el rival más cercano del Ernie Bot de Baidu.
En marzo de 2024, Moonshot afirmó que Kimi podía manejar 2 millones de caracteres chinos en una sola consulta, lo que suponía una mejora significativa respecto a la versión anterior, que sólo podía manejar 200.000. Debido al aumento del número de usuarios, el 21 de marzo Kimi sufrió una interrupción durante dos días y Moonshot tuvo que pedir disculpas. 
El 20 de enero de 2025 se lanzó Kimi k1.5. Moonshot afirmó que igualaba el rendimiento de OpenAI o1 en matemáticas, codificación y razonamiento multimodal.
En julio de 2025, la empresa publicó las ponderaciones de Kimi K2, un gran modelo lingüístico con un billón de parámetros totales. El modelo utiliza una arquitectura de mezcla de expertos (MoE), en la que 32.000 millones de parámetros están activos durante la inferencia. K2 se entrenó con 15,5 billones de tokens de datos y se publica bajo una licencia MIT modificada. 
Kimi tiene seis niveles de planes, desde 5,2 yuanes por cuatro días hasta 399 yuanes por un año de uso prioritario.

### Plataforma de servicio Mooncake
Mooncake es la plataforma que sirve al chatbot Kimi de Moonshot y procesa 100 mil millones de tokens al día.  Moonshot recibió el premio Erik Riedel a la mejor ponencia en la conferencia USENIX FAST por la ponencia en la que se detallaba la arquitectura de Mooncake.

### Optimizador de muones escalable
En el artículo conjunto de Moonshot y UCLA «Muon is Scalable for LLM Training», los investigadores afirman haber escalado con éxito el optimizador Muon, del que hasta ahora se sabía que daba buenos resultados en el entrenamiento de modelos lingüísticos pequeños, para entrenar una mezcla de 3B/16B parámetros de un modelo lingüístico grande experto. Los investigadores indican que Muon mejora la eficiencia computacional en un factor de 2 en comparación con el optimizador estándar, AdamW, en el entrenamiento de modelos de gran tamaño.  Los investigadores han puesto a disposición del público la implementación del optimizador Muon y los puntos de control preentrenados y ajustados a las instrucciones.

### Escalamiento del aprendizaje de refuerzo con LLM
En su informe técnico sobre el modelo Kimi K1.5, los investigadores de Moonshot describen sus métodos de aprendizaje por refuerzo, que, según afirman, han permitido al modelo alcanzar unas capacidades de razonamiento punteras, a la par que el modelo o1 de OpenAI. Los investigadores señalan que la clave estuvo en el escalado de contextos largos y en la mejora de los métodos de optimización de políticas, sin depender de técnicas complejas como la búsqueda en árbol de Monte Carlo, las funciones de valor y los modelos de recompensa de procesos. 